# Aeschnosoma auripennis
Aeschnosoma auripennis là loài chuồn chuồn trong họ Corduliidae. Loài này được Geijskes mô tả khoa học đầu tiên năm 1970.